# Just Push Play (Aerosmith)
Just Push Play is een album van de Amerikaanse hardrockband Aerosmith. Het verscheen in 2001 en was het dertiende studio-album van de groep.
Het album is ook uitgebracht als super audio cd op 10 april 2001.

## Tracks
| 1. Beyond Beautiful    | 4:45 | Tyler/Perry/Frederiksen        |
| 2. Just Push Play      | 3:51 | Tyler/Hudson/Steve Dudas       |
| 3. Jaded               | 3:34 | Tyler/Frederiksen              |
| 4. Fly Away From Here  | 5:01 | Frederiksen/Todd Chapman       |
| 5. Trip Hoppin'        | 4:27 | Tyler/Perry/Frederiksen/Hudson |
| 6. Sunshine            | 3:37 | Tyler/Perry/Frederiksen        |
| 7. Under My Skin       | 3:45 | Tyler/Perry/Frederiksen/Hudson |
| 8. Luv Lies            | 4:26 | Tyler/Perry/Frederiksen/Hudson |
| 9. Outta Your Head     | 3:22 | Tyler/Perry/Frederiksen        |
| 10. Drop Dead Gorgeous | 3:42 | Tyler/Perry/Hudson             |
| 11. Light Inside       | 3:34 | Tyler/Perry/Frederiksen        |
| 12. Avant Garden       | 4:52 | Tyler/Perry/Frederiksen/Hudson |